# Yucca luminosa
Yucca luminosa är en sparrisväxtart som beskrevs av Ined. Yucca luminosa ingår i släktet palmliljor, och familjen sparrisväxter. Inga underarter finns listade i Catalogue of Life.